# Microrregión de Serrinha
La microrregión de Serrinha es una de las  microrregiones del estado brasileño de la Bahia perteneciente a la mesorregión  Nordeste Baiano. Su población fue estimada en 2005 por el IBGE en 378.456 habitantes y está dividida en dieciocho municipios. Posee un área total de 10.598,380 km².

## Municipios
- Araci
- Barrocas
- Biritinga
- Candeal
- Capela do Alto Alegre
- Conceição do Coité
- Gavião
- Ichu
- Lamarão
- Nova Fátima
- Pé de Serra
- Retirolândia
- Riachão do Jacuípe
- Santaluz
- São Domingos
- Serrinha
- Teofilândia
- Valente

- Datos: Q2597012